# 分化群4
分化群4（cluster of differentiation 4，CD4）又称表面抗原分化簇4，在分子生物中，CD4是免疫細胞(例如:輔助T細胞、單核球、巨噬細胞和樹突細胞)表面的醣蛋白分子。它在1970年代晚期被發現，在1984年以前被稱為leu-3和T4。人類的CD4蛋白質是由CD4基因所製造。
CD4是辅助T细胞的表面標記（surface markers）之一，也是辅助T细胞行使其功能的重要受體。當抗原呈递細胞（主要是巨噬細胞、樹突細胞及B細胞本身）將外來病菌分解，把抗原與主要组织相容性复合体結合後，呈递給辅助T细胞（即與辅助T细胞表面的CD4受體結合），辅助T细胞再接著刺激B細胞產生抗體，此即體液性免疫反應的基本過程。
CD4+("+"表示陽性，細胞表面存在此蛋白)的輔助T細胞在人類免疫系統中為極重要的白血球。它們通常被稱為「CD4細胞」、「輔助T細胞」或「T4細胞」。它們被稱為「輔助細胞」是因為其中一個主要功能是將訊號送到其他免疫細胞，包括可以殺死感染細胞的CD8胞殺細胞。如果沒有CD4細胞(如HIV感染者、器官移植者)，人體將無法對抗大量的病原菌並暴露於危險中。

## 結構
CD4受體有四個結構域(Domain)，從D1到D4，可以和其他細胞的細胞表面產生作用。
- D1和D3和抗體的變異區類似。
- D2和D4和抗體的恆定區類似。

CD4利用D1和第二類主要組織相容性複合體的β2 domain產生作用。T細胞表面的CD4受體只能辨識第二類主要組織相容性複合體呈現的抗原(而不是第一類主要組織相容性複合體)。

## 功能
CD4是T细胞受体的共受体，CD4协助T细胞受体与抗原提呈细胞相互作用。T细胞受体和CD4分别结合到提呈抗原的第二类主要组织相容性复合体的不同区域上。CD4中在细胞外的D1 结构域与第二类主要组织相容性复合体的β2结构域结合。

## 資料
常用单克隆抗体或代号：T4，Leu3a
主要表达细胞：Tsub，Msub，Thysub T细胞
分子质量(kDa)和结构：gp55(IgSF)
功 能：与MCHn类分子结合，信号转导，HIV受体

## 延伸閱讀
- Miceli MC, Parnes JR. . Adv. Immunol. Advances in Immunology. 1993, 53: 59–122. ISBN 978-0-12-022453-1. PMID 8512039. doi:10.1016/S0065-2776(08)60498-8.
- Geyer M, Fackler OT, Peterlin BM. . EMBO Rep. 2001, 2 (7): 580–5. PMC 1083955 . PMID 11463741. doi:10.1093/embo-reports/kve141.
- Greenway AL, Holloway G, McPhee DA;  et al. . J. Biosci. 2004, 28 (3): 323–35. PMID 12734410. doi:10.1007/BF02970151.
- Bénichou S, Benmerah A. . Med Sci (Paris). 2003, 19 (1): 100–6. PMID 12836198. doi:10.1051/medsci/2003191100.
- Leavitt SA, SchOn A, Klein JC;  et al. . Curr. Protein Pept. Sci. 2004, 5 (1): 1–8. PMID 14965316. doi:10.2174/1389203043486955.
- Tolstrup M, Ostergaard L, Laursen AL;  et al. . Curr. HIV Res. 2004, 2 (2): 141–51. PMID 15078178. doi:10.2174/1570162043484924.
- Hout DR, Mulcahy ER, Pacyniak E;  et al. . Curr. HIV Res. 2005, 2 (3): 255–70. PMID 15279589. doi:10.2174/1570162043351246.
- Joseph AM, Kumar M, Mitra D. . Curr. HIV Res. 2005, 3 (1): 87–94. PMID 15638726. doi:10.2174/1570162052773013.
- Anderson JL, Hope TJ. . Current HIV/AIDS reports. 2005, 1 (1): 47–53. PMID 16091223. doi:10.1007/s11904-004-0007-x.
- Li L, Li HS, Pa;  et al. . Cell Res. 2006, 15 (11–12): 923–34. PMID 16354571. doi:10.1038/sj.cr.7290370.
- Stove V, Verhasselt B. . Curr. HIV Res. 2006, 4 (1): 57–64. PMID 16454711. doi:10.2174/157016206775197583.

## 外部連結
- 醫學主題詞表（MeSH）：CD1+Antigen
- Mouse CD Antigen Chart
- Human CD Antigen Chart（页面存档备份，存于）
- *Human Immunodeficiency Virus Glycoprotein 120